# Naomi Klein
Naomi Klein (Montreal, 1970) é uma jornalista, escritora e activista canadiana. A carreira de escritora de Klein começou cedo com contribuições ao jornal The Varsity na Universidade de Toronto, escrevia sobre feminismo.

## Carreira como escritora
Em 1999 publicou No Logo (em português do Brasil Sem Logo: A Tirania das Marcas em Um Planeta Vendido e de Portugal No logo: O Poder das Marcas, lançados em 2002), que para muitos se transformou em um manifesto do movimento antiglobalização. O livro traz efeitos negativos da cultura consumista e as pressões impostas de grandes empresas sobre seus trabalhadores. Uma das grandes criticadas é a Nike, que em suas filiais no sudeste da Ásia, segundo Klein, tortura os trabalhadores para que estes cumpram as metas da empresa. Klein recebeu resposta da Nike por isso.
Em 2002 publica Fences and Windows (em português Cercas e Janelas), uma coleção de matérias escrita por ela sobre o movimento antiglobalização no mundo como movimento zapatista e os protestos contra OMC e FMI. Klein também escreve regularmente para os jornais The Nation, In These Times, Canada's The Globe and Mail, This Magazine e The Guardian.
Em 2004 Klein e o marido Avi Lewis fizeram um documentário chamado The Take onde contam sobre os trabalhadores autônomos na Argentina.
Em outubro de 2005 esteve em 11ª lugar na enquete sobre os intelectuais de 2005 promovida pela Revista Prospect.
Em setembro 2007, Naomi Klein publicou o livro The Shock Doctrine: The Rise of Disaster Capitalism  (em português A Doutrina do Choque: a Ascensão do Capitalismo de Desastre), no qual descreveu como as empresas aproveitam dos desastres naturais, das guerras ou outros choques culturais para avançar políticas de liberalização econômicas, o que produz, segundo a autora, o empobrecimento das populações, o enriquecimento de uma minoria de capitalistas sem escrúpulos e, normalmente, tumultos os quais o governo apaga com o uso da força. Naomi Klein cita, como exemplos de sua tese: o Chile do Pinochet, o Brasil e a Argentina das ditaduras militares, a China após as repressões aos tumultos da Praça da Paz Celestial.
A partir de 2014, com a publicação do livro "This Changes Everything: Capitalism vs. the Climate" (em português Tudo pode mudar. Capitalismo vs. clima), Klein ampliou as discussões que trata em sua obra ao refletir sobre questões climáticas, denunciando o papel da globalização e do capitalismo no agravamento dos problemas que envolvem as mudanças do clima planetário.

## Obras
- No Logo (1999) ISBN 0312421435
- Fences and Windows: Dispatches from the Front Lines of the Globalization Debate (2002) ISBN 0-312-42143-5
- The Shock Doctrine: The Rise of Disaster Capitalism (2007) ISBN 978-0676978001
- This Changes Everything: Capitalism vs. the Climate (2014) ISBN 978-1-451-69738-4
- No Is Not Enough: Resisting Trump's Shock Politics and Winning the World We Need (2017) ISBN 978-1-608-46890-4
- The Battle for Paradise: Puerto Rico Takes on the Disaster Capitalists (2018) ISBN 978-1608463572
- On Fire: The (Burning) Case for a Green New Deal (2019) ISBN 978-1982129910
- How to change everything : the young human's guide to protecting the planet and each other (2021) ISBN 978-0241530023
- Doppelganger: A Trip Into the Mirror World (2023) ISBN 9780374610326

### Em Portugal
- No Logo: O Poder das Marcas (2002) ISBN 0312421435
- Tudo pode mudar. Capitalismo vs. clima (2016) ISBN 9789722357371

### No Brasil
- Sem logo: a tirania das marcas em um planeta vendido (2002) ISBN 0312421435
- Cercas e Janelas: na linha de frente do debate sobre globalização (2003) ISBN 8501065307
- A Doutrina do Choque: a Ascensão do Capitalismo de Desastre ISBN 9788520920718

## Filmografia
- The Corporation (2003) (entrevistada)
- The Take (wiki-en) (2004) (roteirista)
- The Shock Doctrine (2009) (roteirista)
- Catastroika (2012) (aparição)
- This Changes Everything (wiki-en) (2015)